# A holtak szószólója (tisztség)
A holtak szószólója egy kitalált humanista vallás tisztsége Orson Scott Card Végjáték sci-fi univerzumában. A szószóló feladata az emberek igaz történetének elmondása haláluk után. A vallásnak a Hangyoktól elfoglalt kolóniákon és a Száz Világ gyarmatain is vannak szószólói. Az első Szószóló Andrew „Ender” Wiggin volt, aki ezt a címet a Végjáték cselekménye alatt bekövetkezett fajirtást egyedüliként túlélő utolsó hangykirálynőtől kapta. 

## Könyvek
Ender Wiggin mint az első Szószóló három könyvet írt, amit az Ansible-on keresztül a Földre és a valamennyi emberi gyarmatra elküldött, hogy bárki szabadon elolvashassa azokat. Ezek az emberiség nagy részének szent könyvek, ám ezek a legtöbb más (köztük a katolikus) vallás indexén szerepelnek. A könyvek segítenek megérteni és szeretni, nem rettegni tárgyukat.
- A Bóly királynője: Ender ezt a hangyok kiirtása után írta, amikor megtalálta az utolsó hangykirálynő bábját egy volt hangygyarmaton. A könyv a királynő gondolatait tartalmazza, aki elmesélt mindent, amit szándékaik szerint akartak, s végül amit a valóságban tettek.
- Hegemón: Ender bátyának, Peter Wiggin életéről és tetteiről szól, illetve, hogy miképp lett a Föld hegemónja. A mű taglalja Peter jó és rossz cselekedeteit egyaránt, hatalomrajutásának történetét. Peterre később az emberiség a legnagyobb hegemónként emlékezik, aki a Földön békét teremtett a hangyok legyőzését követő zűrzavarban.
- Ember élete: Lustiánián élő pequeninó (malacka), Ember életét és fajának életciklusát írja le. Mikor a Holtak Szószólója cselekménye alatt pequeninók megöltek két tudóst, Ender Lusitániára utazott. Ottléte alatt írta meg a könyvet a még élő idegen fajról, akik elpusztítására időközben a Csillagközi Kongresszus flottát indított. Ugyan a könyv hatására a flottát nem rendelték vissza, az emberiség általa mégis megismerhette a malackákat.